# El Tajín

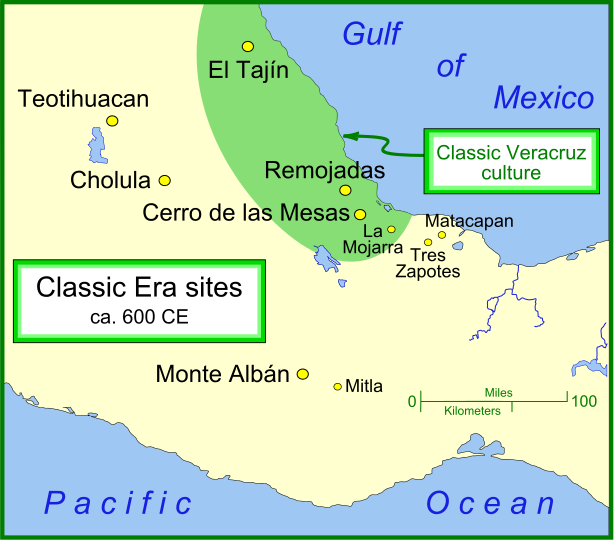
El Tajín nel contesto di altri siti di epoca classica

El Tajín è un sito archeologico precolombiano situato nella municipalità di Papantla, nei pressi della città di Poza Rica, nello stato messicano di Veracruz. Fu il fulcro della cultura classica di Veracruz e una delle città più grandi della parte occidentale della mesoamerica nell'età classica. Tajín significa città del tuono in lingua Totonac e si pensa che tale nome potesse riferirsi al dio del tuono, dei fulmini e della pioggia. Fiorì dal 600 al 1200 d.C. e durante questo periodo furono costruiti numerosi templi, palazzi, campi da gioco e piramidi. Dal momento in cui la città cadde, nel 1230, al 1785, nessun europeo sembra aver saputo della sua esistenza fino al 1785  quando un ispettore governativo non si imbatté per caso nella Piramide delle Nicchie.
El Tajín è stato nominato Patrimonio dell'Umanità nel 1992, per la sua importanza culturale e la sua architettura. Questa architettura include l'uso di nicchie decorative e cemento in forme sconosciute nel resto della Mesoamerica.  Il suo monumento più noto è la Piramide delle Nicchie, ma altri monumenti importanti includono il Gruppo Arroyo, i campi da gioco nord e sud e i palazzi di Tajín Chico. In totale sono stati scoperti 20 campi da gioco in questo sito (gli ultimi 3 nel marzo 2013).  Dagli anni '70, El Tajin è stato il sito archeologico più importante di Veracruz.
È anche il sito dell'annuale Cumbre Tajin Festival, che si svolge ogni anno a marzo con eventi culturali indigeni e stranieri, nonché concerti di musicisti popolari.

## Storia
La costruzione di El Tajín iniziò intorno al primo secolo e raggiunse il suo apice nella tarda età classica, dal 600 al 900. La Tajín dell'età classica mostra influenze portate dalla cultura di Teotihuacan, mentre la parte costruita nell'età post-classica mostra influenze tolteche. I lavori di costruzione continuarono fino all'inizio del XIII secolo, quando, secondo la tradizione, la città venne conquistata e bruciata dagli invasori Cicimechi. Il sito continuò ad essere popolato da un numero minore di abitanti, ma non si ebbero cambiamenti sostanziali nella struttura complessiva. Il luogo era già stato abbandonato completamente quando i conquistadores giunsero nel sedicesimo secolo.
Durante il 1785 l'ingegner Diego Ruiz visitò il luogo, allora ricoperto di vegetazione, e pubblicò per la prima volta una descrizione delle rovine. Nel XIX secolo venne visitato da Guillermo Dupaix, Alexander von Humboldt, e Carlos Nebel, pubblicando altri testi relativi alle strutture. I primi scavi archeologici vennero fatti da José García Payón tra il 1943 e il 1963. L'Istituto Messicano di Antropologia e Storia iniziò altri scavi negli anni ottanta e altre ispezioni del sito vengono tuttora eseguite.

## Monumenti

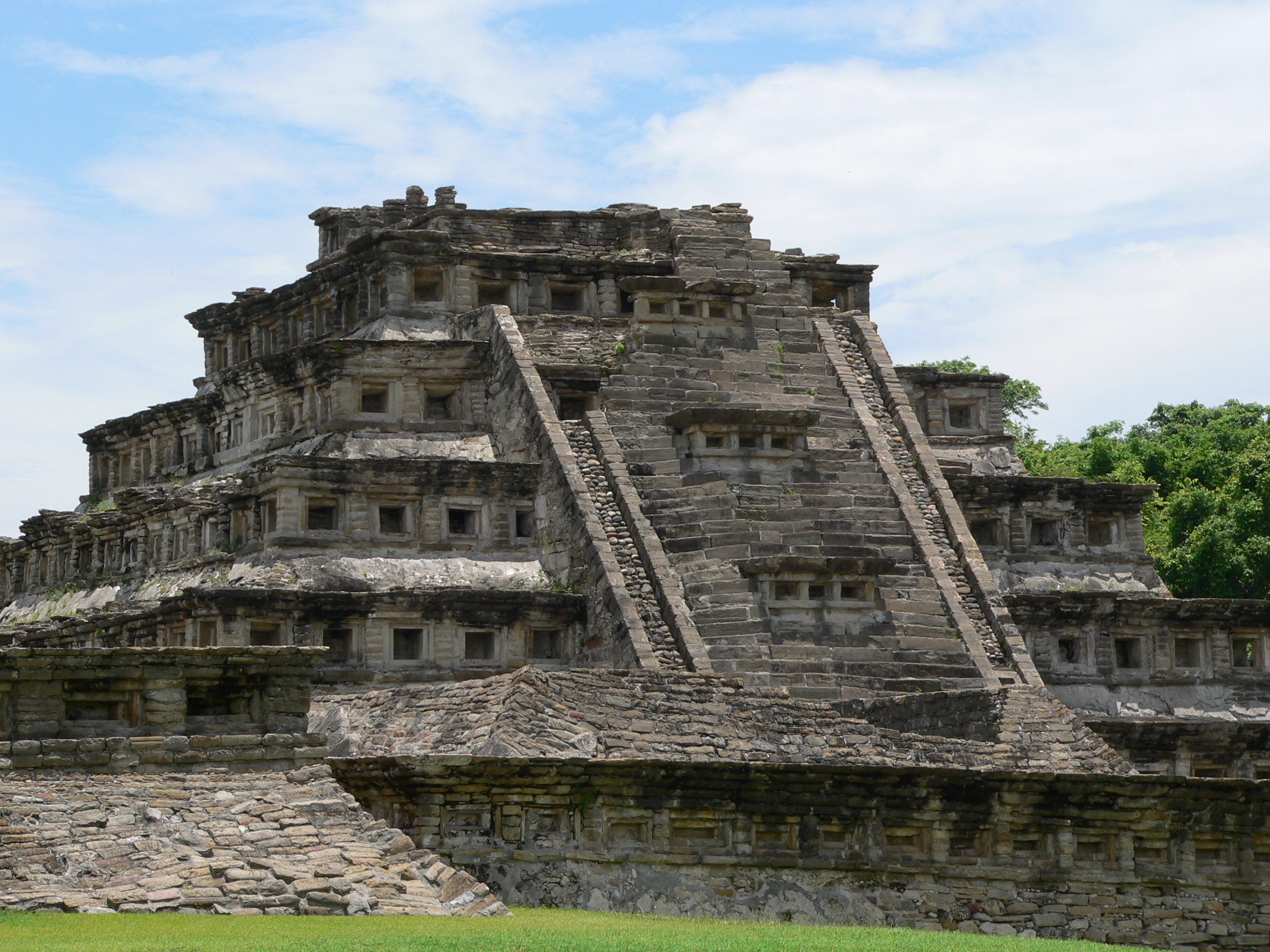
La piramide delle Nicchie

Il centro cerimoniale del sito ricopre un'area pari a 1 km², con diverse piramidi sormontate da templi, molti palazzi e alcuni cortili adibiti al gioco del Tlachtli, ma vi sono ancora molte zone non scavate che si estendono per distanze maggiori.
La costruzione più famosa del sito è la piramide delle Nicchie. La gradinata a terrazza è alta circa 20 metri. Anche se come dimensioni è modesta, se comparata ad altre piramidi mesoamericane, l'architettura ornamentata è particolare; le terrazze sono di pietra intagliata e formano 365 nicchie, mentre il lato orientale della piramide presenta una scala.
Le costruzioni del sito presentano dei rilievi scavati e vi sono alcune steli di pietra e sculture che rappresentano il gioco del Tlachtli.
Il sito è aperto alle visite turistiche e nelle vicinanze si trova un museo.